# نظرية النمو المتوازن لراغنار نوركسي
نظرية النمو المتوازن لراغنار نوركسي هي نظرية اقتصادية ابتكرها الخبير الاقتصادي راغنار نوركسي (1907 -1959). تفترض النظرية أن الحكومة في أي بلد غير متطور بحاجة إلى القيام باستثمارات كبيرة في عدد من الصناعات في وقت واحد. سيؤدي ذلك إلى توسيع حجم السوق وزيادة الإنتاجية وتوفير الحافز لدى القطاع الخاص للاستثمار.
أيّد نوركسي تحقيق نمو متوازن في كل من القطاعين الصناعي والزراعي للاقتصاد. أدرك أن التوسع والتوازن بين القطاعات الزراعية والصناعية ضروريان بحيث يوفر كل من هذه القطاعات سوقًا لمنتجات الطرف الآخر، ويزوّد بدوره المواد الخام اللازمة لتطوير القطاع الآخر ونموه.
كان نوركسي وبول روزنشتاين رائدين في نظرية النمو المتوازن. ناقشت نظرية نوركسي كيف يدعم حجم السوق الضعيف في البلدان غير المتطورة حالتها المتخلفة. أوضح نوركسي أيضًا عوامل حجم السوق المختلفة التي ركزت بشكل أساسي على الإنتاجية. وفقًا له، إذا ارتفعت مستويات الإنتاجية في بلد غير متقدم، سيتوسع حجم السوق، ومن ثم قد ينمو في النهاية ليصبح اقتصادًا متطورًا. وُصف نوركسي بأنه رافض للتصدير لأنه يعتقد أن الأموال اللازمة للقيام باستثمارات في البلدان غير المتقدمة يجب أن تنشأ من أراضيها المحلية، ولا يجب إعطاء أهمية لتعزيز الصادرات.

## حجم السوق والتحفيز على الاستثمار
ينال حجم السوق أهمية أساسية ضمن دراسة تحفيز الاستثمار في بلد ما. استند راغنار نوركسي إلى عمل ألين أبوت يونغ للتشديد على أن الحث على الاستثمار محدود بحجم السوق. أول من طرح الفكرة وراء ذلك هو آدم سميث الذي ذكر أن تقسيم العمل (مقابل التحفيز على الاستثمار) محدود بحجم السوق.
وفقًا لنوركسي، تفتقر البلدان النامية إلى القوة الشرائية الكافية. تدل القوة الشرائية المنخفضة على أن الدخل الحقيقي للناس منخفض رغم أنه قد يكون مرتفعًا من الناحية المالية. إذا كان الدخل المالي منخفضًا، فيمكن التغلب على المشكلة بسهولة عن طريق زيادة العرض النقدي، ونظرًا إلى أن المعنى هنا هو الدخل الحقيقي، فإن زيادة العرض النقدي لن تنتج سوى ضغطًا تضخميًا. لن يرتفع الإنتاج الحقيقي ولا الاستثمار الحقيقي. تدل القوة الشرائية المنخفضة على أن الطلب المحلي على السلع منخفض. يشمل ذلك الطلب رأس المال أيضًا بصرف النظر عن السلع والخدمات الاستهلاكية.
يحدد حجم السوق الحافز للاستثمار بغض النظر عن طبيعة الاقتصاد، وذلك لأن رواد الأعمال يتخذون قراراتهم المتعلقة بالإنتاج دائمًا من خلال دراسة الطلب على المنتج. على سبيل المثال، إذا كانت الشركة المصنعة للسيارات تحاول تحديد البلدان التي ستنشئ مصانع فيها، فسوف تستثمر فقط في تلك البلدان التي يكون فيها الطلب مرتفعًا. يفضّل الاستثمارَ في دولة متقدمة حيث يكون عدد السكان أقل مقارنة بالبلدان غير المتقدمة، ومن ثم يعتبر الناس أكثر ازدهارًا.
يلجأ أصحاب المشاريع الخاصة في بعض الأحيان إلى الإعلانات بشكل كبير كوسيلة لجذب المشترين لمنتجاتهم. على الرغم من أن ذلك قد يؤدي إلى زيادة في الطلب على سلع أو خدمات المشروع، فهو لا يؤدي إلى زيادة إجمالي الطلب بشكل فعلي في الاقتصاد، بل يتحول الطلب فقط من مزود إلى آخر. ومن الواضح أن هذا ليس حلًا دائمًا.

اختتم راغنار نوركسي:
«إن الحجم المحدود للسوق المحلية في بلد منخفض الدخل قد يشكل عقبة أمام استثمار رأس المال من قبل أي شركة فردية أو صناعة تعمل في السوق. ولذلك، تُعد السوق المحلية الصغيرة عقبة أمام التنمية عمومًا».

## العوامل التي تحدد حجم السوق
إن زيادة حجم السوق أمر حاسم لزيادة تشجيع الاستثمار. وعندها فقط يمكن كسر «دائرة الفقر». ذكر نورسكس النقاط التالية المتعلقة بكيفية تحديد حجم السوق:

### العرض النقدي
أكد نوركسي أنه لا يجب تطبيق النظرية الكينزية على البلدان غير المتقدمة لأنها لا تواجه نقصًا في الطلب الفعال كما في الدول المتقدمة. مشكلتها هي نقص القدرة الشرائية الحقيقية بسبب انخفاض مستويات الإنتاجية، ومن ثم فإن زيادة عرض النقود فقط لن يؤدي إلى توسيع السوق، بل سيسبب ضغوطًا تضخمية.

### السكان
عارض نوركسي فكرة أن عددًا كبيرًا من السكان يعني وجود سوق كبير. رغم أن البلدان غير المتقدمة تمتلك عددًا كبيرًا من السكان، فإن مستويات إنتاجيتها منخفضة. يؤدي ذلك إلى انخفاض مستويات دخل الفرد الحقيقي، ومن ثم فإن نفقات الاستهلاك منخفضة والمدخرات إما منخفضة جدًا أو غائبة تمامًا. من ناحية أخرى، تمتلك البلدان المتقدمة عدد سكان أقل من البلدان غير المتقدمة، لكن بفضل مستويات الإنتاجية العالية، فإن الدخل الحقيقي للفرد مرتفع، ما يخلق سوقًا كبيرًا للسلع والخدمات.

### المنطقة الجغرافية
رفض نوركسي أيضًا فكرة أنه إذا كانت المنطقة الجغرافية لبلد ما كبيرة فإن حجم السوق يجب أن يكون كبيرًا أيضًا. قد تكون الدولة صغيرة للغاية في المنطقة ولكن لديها طلب فعال كبير مثل اليابان. في المقابل، قد يغطي أي بلد مساحة جغرافية ضخمة ولكن قد يكون سوقها صغيرًا. يحدث ذلك إذا كان جزء كبير من البلد غير صالح للسكن، أو إذا كان البلد يعاني مستويات إنتاجية منخفضة ومن ثم يعاني دخلًا قوميًا منخفضًا.

### تكلفة النقل والحواجز التجارية
تعيق تكاليف النقل والحواجز التجارية عملية توسع السوق. أكّد نوركسي أن الرسوم الجمركية وقيود الصرف وحصص التوريد وغيرها من الحواجز غير الجمركية تشكل عقبات رئيسية أمام تعزيز التعاون الدولي في التصدير والاستيراد. بشكل أوضح، لا يملك المنتجون أي حافز لتصدير سلعهم نظرًا إلى ارتفاع تكاليف النقل بين الدول، ونتيجة لذلك، تكون كمية تراكم رأس المال صغيرة. أصدرت الأمم المتحدة تقريرًا في عام 1951 لمعالجة هذه المشكلة، إذ طرحت حلولًا لمختلف البلدان بإمكانية توسيع أسواقهم من خلال تشكيل اتحادات جمركية مع الدول المجاورة. أيضًا يمكنهم اعتماد نظام الضرائب التفضيلية (إلغاء جزئي للضرائب) أو حتى إلغاء الرسوم الجمركية تمامًا. كانت الفكرة أنه فور إزالة الرسوم الجمركية ستنخفض تكاليف النقل، ومن ثم ستنخفض الأسعار ويرتفع الطلب. ومع ذلك، لم يوافق نوركسي على ذلك باعتباره من معارضي التصدير. فكرة رفض التصدير هي نظرية تجارية تحكمها مبادئ «النمو الداخلي» بدلًا من «النمو الخارجي».

### الترويج للمبيعات
ينجح المسعى الخاص لبعض الشركات لزيادة الطلب على منتجاتها في كثير من الأحيان من خلال الاستخدام المكثف للإعلانات وتقنيات ترويج المبيعات الأخرى. ذكر نوركسي أن مثل هذه الأنشطة لا يمكن أن تنجح على مقياس واسع لزيادة مستوى الطلب الكلي للبلد. يسمّي ذلك «مفارقة الاقتصاد الكلي».

### الإنتاجية
اعتبر نوركسي الإنتاجية العامل المحدد الرئيسي لحجم السوق. تؤدي الزيادة في الإنتاجية إلى زيادة تدفق السلع والخدمات في الاقتصاد، ويرتفع الاستهلاك استجابة لذلك أيضًا. بناء على ذلك، ينبغي أن تهدف الاقتصادات إلى رفع مستويات إنتاجيتها في جميع قطاعات الاقتصاد، ولا سيما الزراعة والصناعة.
على سبيل المثال، كانت التكنولوجيا المستخدمة في تنفيذ الأنشطة الزراعية في معظم الاقتصادات متخلفة وذات درجة منخفضة من المكننة ومعتمدة على المطر. لذلك، في حين قد تعمل نسبة كبيرة من السكان (70 -80%) بفعالية في قطاع الزراعة، فإن المساهمة في الناتج المحلي الإجمالي قد تكون منخفضة وتصل إلى 40% فقط. يشير ذلك إلى الحاجة إلى زيادة الناتج لكل وحدة إدخال وزيادة الإنتاج لكل عامل. يمكن القيام بذلك إن وفرت الحكومة أدوات الري، وبذور الأصناف عالية الأرباح، والمبيدات الحشرية، والأسمدة، والجرارات، وغيرها. النتيجة الإيجابية لذلك هي كسب المزارعين دخلًا أكبر ليتمتعوا بقوة شرائية أعلى (دخل حقيقي). سوف يرتفع الطلب على المنتجات الأخرى في الاقتصاد وسيوفر ذلك حافزًا للصناعيين للاستثمار في هذا البلد، ومن ثم يتوسع حجم السوق وتتحسن حالة البلد غير المتقدم.